# Jean Garnier (officier de marine)
Pour les articles homonymes, voir Jean Garnier et Garnier.
Jean Garnier dit le « chevalier Garnier » (ou « chevalier de Garnier »), mort en 1649, est l'un des grands officiers de la marine de Louis XIII. Il se distingue dans la Marine royale française contre les Espagnols pendant la guerre de Trente Ans.

## Biographie

### Origines et jeunesse
Jean Garnier descend d'une famille de la bourgeoisie parisienne. Il est le fils de Jean-Baptiste Garnier qui sert Henri IV et « commande aux îles de Marseille » pendant quarante ans. Ses fils, les frères de Jean, se signalent dans l'armée et dans la marine. L'un d'eux est avocat du roi à l'amirauté de Marseille.
Il entre dans la Marine du Roi. Il est capitaine de vaisseau entretenu en 1625. Le 27 septembre 1634, avec une galère, il enlève un vaisseau turc monté par 300 corsaires,.

### Carrière dans la Marine royale
En 1638, Jean Garnier commande L'Espérance de Dieu, un vaisseau de 200 tonneaux monté par un équipage de 100 hommes, dans l'escadre de M. de Sourdis, archevêque de Bordeaux. La flotte du Ponant s'illustre contre les Espagnols par les victoires de Guétaria et de Laredo, mais subit un important revers Fontarrabie.
Le 27 mars 1641, il se distingue dans la baie de Roses et concourt à l'attaque et à la prise de cinq vaisseaux espagnols. En 1644, le chevalier Garnier est fait chef d'escadre de la province de Provence.  
Le 27 mai 1644, il met à la voile à Toulon pour Barcelone avec neuf vaisseaux et trois brûlots à bord du Sourdis. Quatre gros vaisseaux, découverts près de la côte de Valence le 8 juin et sommés de se rendre, hissent le pavillon rouge. Garnier les fait aussitôt cerner : le chevalier Paul, La Lande, Lusserais, L'Eschasserie, Gardane approchent par la droite, La Roche-Allard et La Ferté par la gauche. Il passe la nuit du 8 au 9 juin à serrer de près du port de Valence et au matin il attaque les vaisseaux qui s'y trouvaient. Le feu est si vif qu'un des vaisseaux espagnols est consumé dans un incendie allumé par le tir à bout portant. Trois autres vaisseaux sont abandonnés par leurs équipages terrifiés et les brûlots y portent la flamme. Le combat est relaté dans Le combat de l'armée navale du Roy contre quatre vaisseaux espagnols qui ont esté brusléz à la coste de Valence. Il y est écrit que le chevalier Garnier avait « faict avec son escadre tout ce qu'on pouvoit attendre d'un homme d'honneur ». Il se distingue à nouveau lors du combat qui a lieu le 4 juillet au large de Tarragone.
Le 24 août, il bat avec son navire un fort situé du côté de la mer, près du mole de Tarragone et ouvre le chemin pour que 356 hommes commandés par les chevaliers de La Chasserie et de La Ferté fassent une descente près de Tarragone. Ceux-ci battent les Espagnols, l'attaque combinée à celle qui se fait par terre, facilite ainsi au maréchal de la Mothe la prise du môle et la poursuite des espagnols qui se replient sous les murailles de la ville. En 1645 il se distingue en des actions terrestres lors du siège de Roses. Surpris, DuPlessis Besançon croit même qu'il désire servir en l'armée de terre. En 1646, dans l'escadre du maréchal de Brézé, le chevalier Garnier monte encore le Sourdis qui était le troisième navire après les vaisseaux de l'amiral, du vice-amiral et du contre-amiral. Le 14 juin, il est à la bataille d'Orbetello. En 1647, le chevalier Garnier commande le Grand Saint-Louis, de 800 tonneaux, à la tête de l'escadre partie de Toulon à la fin de décembre pour aller secourir les Napolitains et le duc de Guise. L'année suivante, alors que les opérations contre Naples étaient seulement suspendues, une querelle éclate à Toulon entre Abraham Duquesne, toujours de mauvaise humeur, et deux autres chefs d'escadre : Monsieur de Montade et le chevalier Garnier. Le motif, une question de préséance pour raison d'ancienneté, était ridicule : Duquesne avait reçu une de capitaine de vaisseau avant Montade et Garnier mais, il avait été fait chef d'escadre postérieurement. Il refusait donc de reconnaître leur autorité en mer. Le cardinal Mazarin doit intervenir pour calmer le jeu. Il se distingue à nouveau en janvier 1648 lors de l'expédition du duc de Richelieu sur Castellamare.
Le chevalier Garnier meurt en 1649.

### Sources et bibliographie
- Charles de La Roncière, Histoire de la marine française : La Guerre de Trente Ans - Colbert, vol. V, Paris, 1899 (lire en ligne), p. 103.
- René Rapin et Léon Aubineau, Mémoires du P. René Rapin de la Compagnie de Jésus sur l'église et la société, la cour, la ville et le jansénisme : 1644-1669, vol. 1, Paris, Gaume et Duprey, 1865, 568 p. (lire en ligne), p. 313.
- Théophraste Renaudot, Gazette de France, vol. 2, Paris, 1767 (lire en ligne), p. 175.
- Auguste Jal, Abraham Du Quesne et la marine de son temps, t. 1, Paris, Henri Plon, 1872 (lire en ligne).
- A.M.A.E. Correspondance Politique: Espagne 21 f. 323-324 Lettre écrite au mole de Tarragone le 25 août 1644.